# Желтоклювая белая котинга
Желтоклювая белая котинга (лат. Carpodectes antoniae) — вид птиц рода белые котинги семейства котинговых. Подвидов не выделяют. Встречается в Панаме и Коста-Рике. Длина взрослой особи — около 20 см. У самца макушка головы окрашена в жемчужно-серый цвет, но в остальном оперение очень похоже на оперение Carpodectes nitidus, будучи чисто белым. У этой птицы жёлтый клюв. Самка похожа на самку Carpodectes nitidus. Поведение этой птицы изучено мало.